# Бадила (Бузау)
Бадила (рум. Badila) насеље је у Румунији у округу Бузау у општини Парсков. Oпштина се налази на надморској висини од 256 m.

## Становништво
Према подацима из 2002. године у насељу је живело 826 становника, од којих су сви румунске националности.